# Pterolophia microphthalma
Pterolophia microphthalma là một loài bọ cánh cứng trong họ Cerambycidae.